# Gotovlje
Gotovlje este o localitate din comuna Žalec, Slovenia, cu o populație de 1.134 de locuitori.